# Stiphrosoma sororium
Stiphrosoma sororium är en tvåvingeart som beskrevs av Rohacek och Barber 2005. Stiphrosoma sororium ingår i släktet Stiphrosoma och familjen sumpflugor. Inga underarter finns listade i Catalogue of Life.